# Złocieniec
Złocieniec [zwɔˈt͡ɕeɲet͡s] (tiếng Kashubia: Walczembórg; tiếng Đức: Falkenburg) là một thị trấn thuộc huyện Drawski, Zachodniopomorskie từ năm 1999 (trước đây thuộc của tỉnh Koszalin (1950–1998)). Thị trấn này có dân số khoảng 12.000 người - do đó đây là thị trấn lớn nhất thuộc huyện (powiat).

## Lịch sử
Trang web chính thức cho rằng khu vực của thị trấn này vào giữa thế kỉ VII-VI TCN là một địa điểm nằm trong một ngôi làng và khu vực của Tây Pomerania định cư bởi người Slav vào các thế kỉ VI-VIII. Khu vực này thuộc Ba Lan dưới triều đại cai trị (Mieszko I và Bolesław I Dũng cảm là những người đầu tiên). Vào thế kỷ XIII, thị trấn này là khu vực nằm ở cực Bắc của Công quốc Đại Ba Lan, một tỉnh của Ba Lan bị chia cắt. Khi đã được cấp quyền thì sự kiện rất có thể xảy ra là trong số cư dân người Đức cũng là người Slav từ các ngôi làng Budów và Strzebłów mà bị giải tán. Thị trấn được cấp quyền bởi anh em von Wedel vào ngày 13 tháng 12 năm 1333. Từ năm 1373, nó là một trong những thị trấn cực Bắc của các vùng đất của Vương miện Bohemia (hoặc các vùng đất Séc), cai trị bởi triều đại Luxembourg. Vào năm 1402, nhà Luxembourg đạt được thỏa thuận với Ba Lan tại Kraków. Ba Lan định mua và tái hợp nhất thị trấn và các khu vực xung quanh, nhưng cuối cùng là bán cho Hiệp sĩ Teuton. Trong chiến tranh Ba Lan-Teuton (1431-1435), thị trấn chống lại Hiệp sĩ để thống nhất với Ba Lan và công nhận Vua là người cai trị hợp pháp, nhưng sau hiệp ước hòa bình Brześć Kujawski và khi nhận được sự bảo đảm, thị trấn này không bị trừng phạt vì đã đứng về phía Ba Lan, trở lại với sự cai trị của Hiệp sĩ Teuton, mặc dù là như vậy, hóa ra là trong một thời gian ngắn - chỉ đến năm 1454.
Vào năm 1668, thị trấn này bị tàn phá hoàn toàn bởi một đám cháy. Vào thế kỉ XVIII, nó đã trở thành một khu vực thuộc Phổ (sau đó là Đức (1871-1945)). Trong thời kỳ của Đức Quốc Xã, Ordensburg Krössinsee được xây dựng gần thị trấn vào năm 1934. SA đã tấn công dân số người Do Thái ở đây vào Kristallnacht. Sau đó trong chiến tranh thế giới thứ hai, một trại lao động cưỡng bức thành lập gần thị trấn, từ đó 31 người Ba Lan đã trốn thoát. Cùng một thời điểm vào ngày 2 tháng 3 năm 1945, trước sự thất bại không thể tránh khỏi của Đức Quốc Xã, việc tản cư của những người không thể chiến đấu đã yêu cầu. Vào ngày 5 tháng 3, thị trấn này bị phát hiện bởi quân đội Ba Lan thứ Nhất. Sau cuộc chiến tranh thế giới thứ hai, thị trấn này đã được quân Đồng Minh bàn giao cho Ba Lan theo Hội nghị Potsdam, với những người Ba Lan chuyển từ phương Đông trong khi các người Đức còn lại bị trục xuất tới phương Tây. Vào ngày 13 tháng 5 năm 1945, sự vận chuyển đầu tiên của người Ba Lan bị trục xuất từ Đông Ba Lan trước đây, sát nhập bởi Liên Xô, đến Złocieniec từ vùng Baranowicze.

## Thống kê dân số

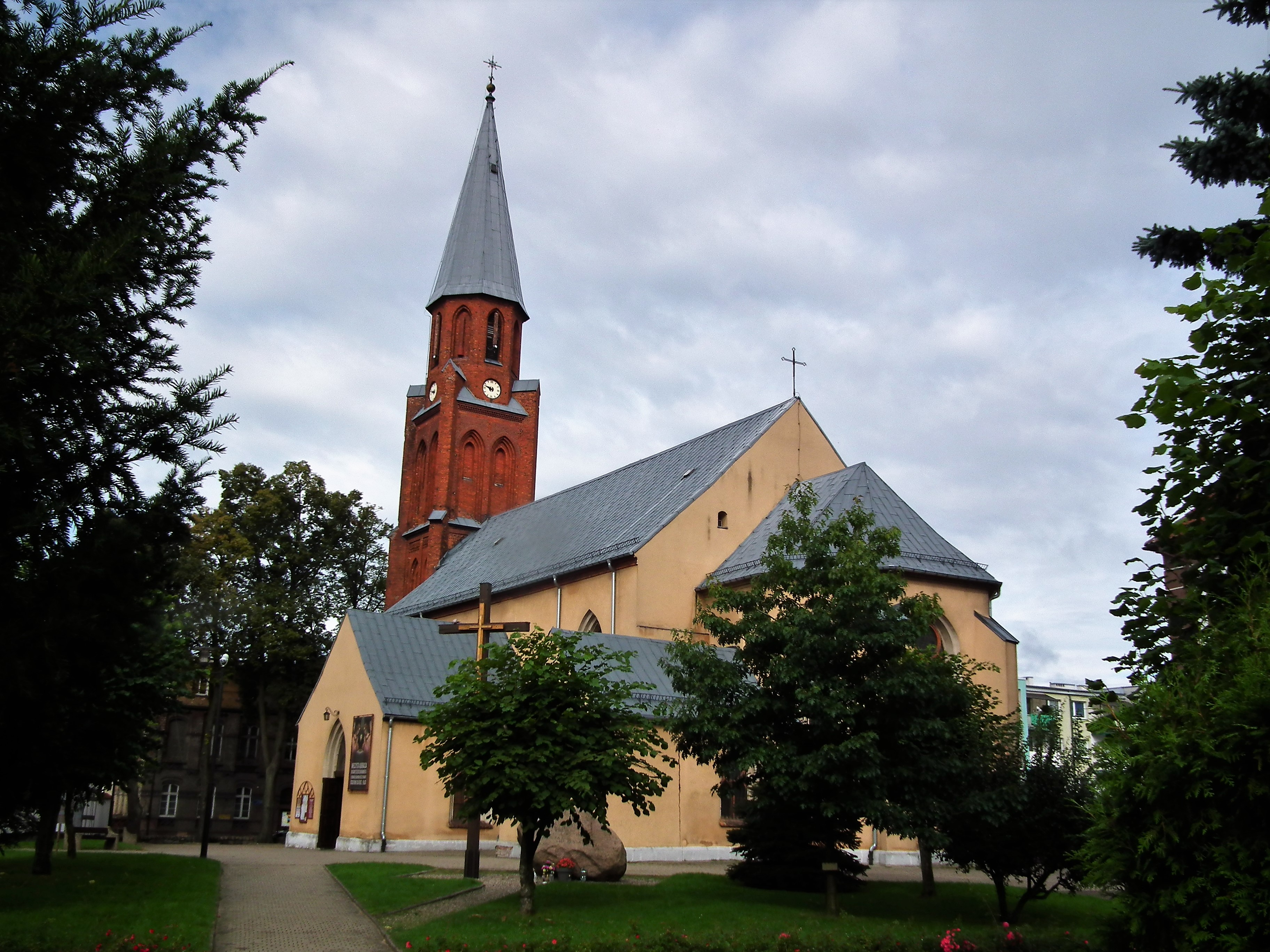
Nhà thờ Giả định ở Złocieniec

- 1666: 990
- 1880: 4.009[6]
- 1925: 5.529[6]
- 1939: 8.623[6]
- 1950: 7.550
- 1960: 8.400
- 1970: 10.200
- 1975: 11.500
- 1980: 12.000
- 1990: 18.000
- 2000: 22.000
- 2005: 28.000

## Thành phố kết nghĩa
Złocieniec được kết nghĩa với:

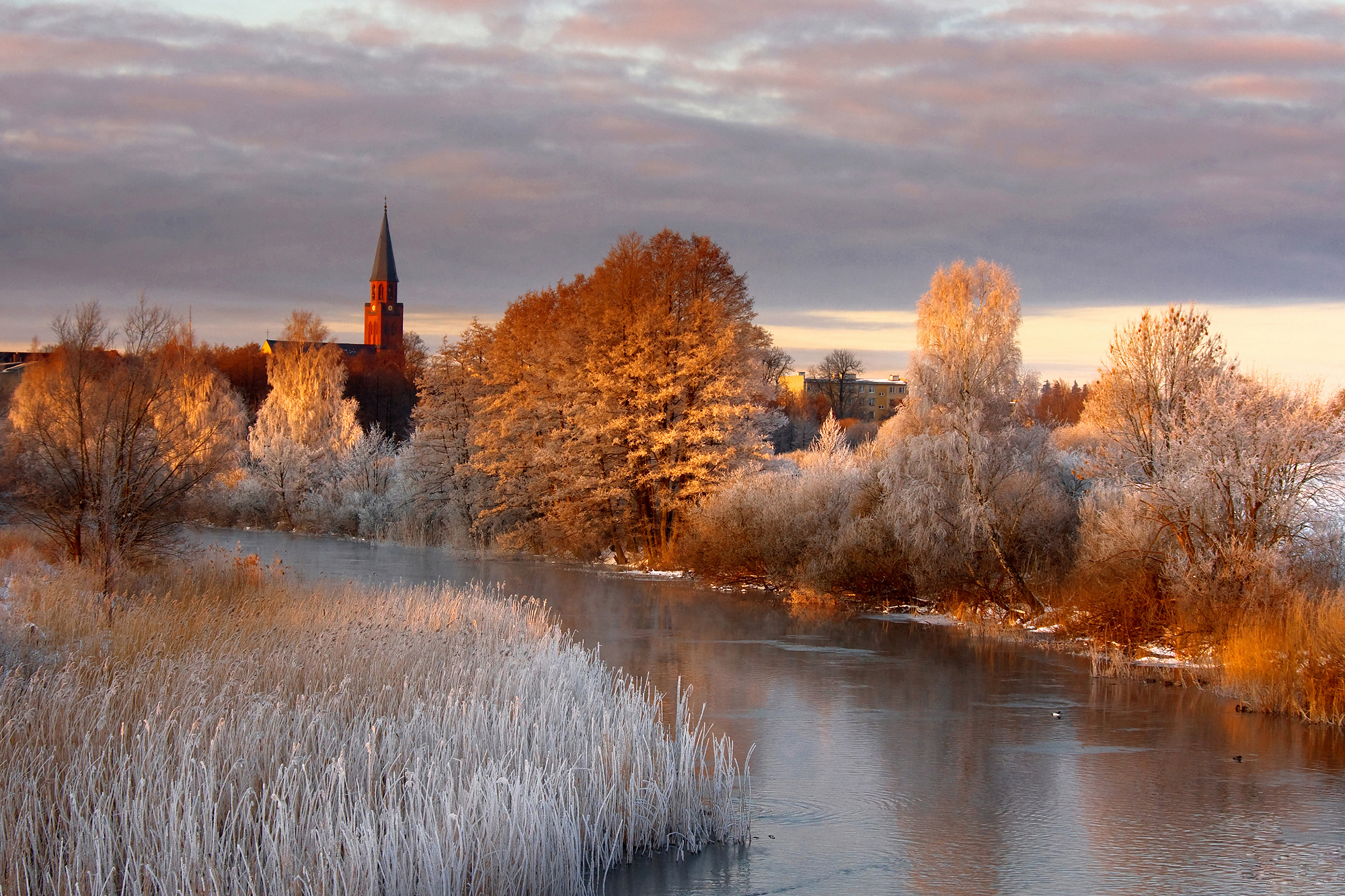
Złocieniec vào mùa đông

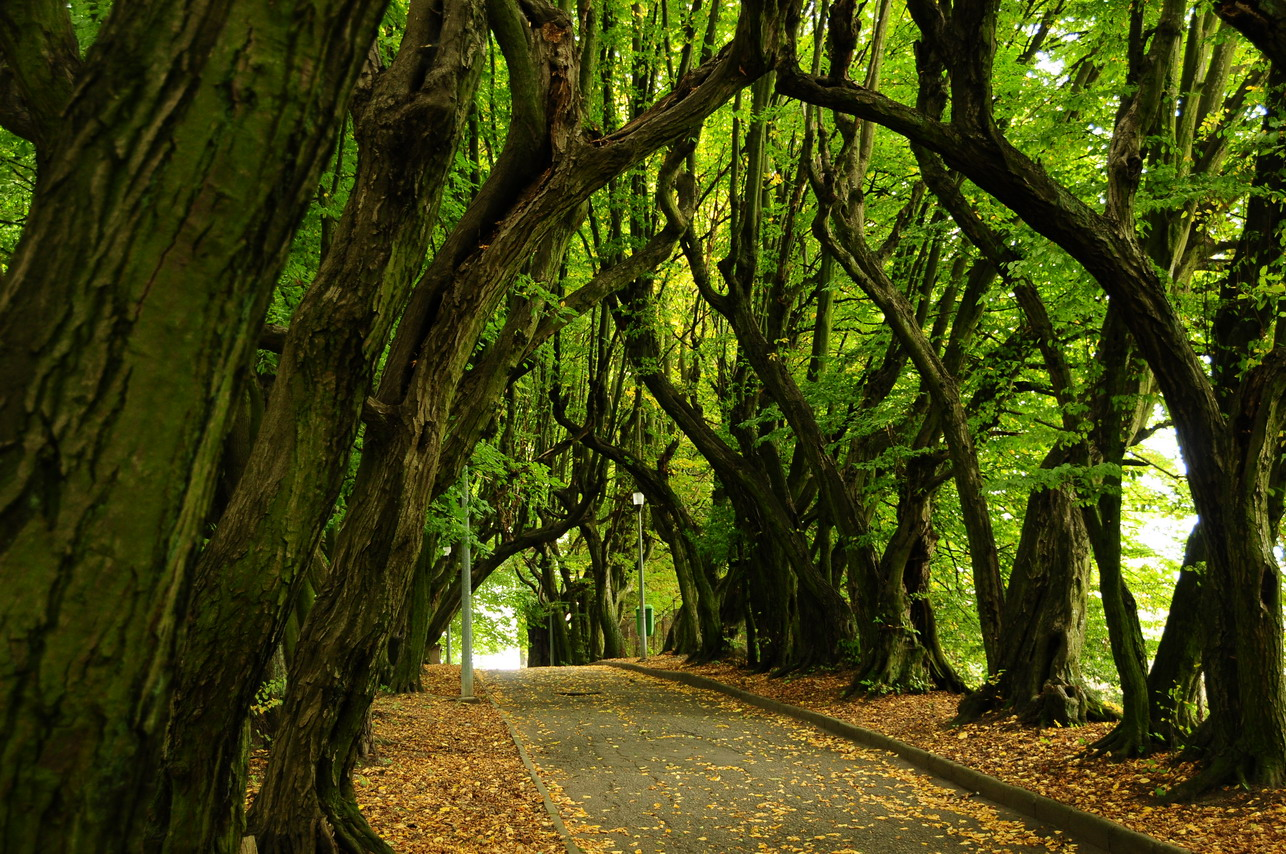
Công viên Żubra (Công viên khôn ngoan)

| - Bad Segeberg, Đức - Drawsko Pomorskie, Ba Lan | - Koserow, Đức - Pyrzyce, Ba Lan |

## Danh nhân nổi tiếng
- Caspar Brülow (1585–1627), học giả và nhà soạn kịch
- Otto Neitzel (1852–1920), một nhà soạn nhạc và nghệ sĩ piano, nhà văn âm nhạc, nhà báo và giảng viên
- Ullrich Haupt (1887–1931), diễn viên [7]
- Rudolf Katz (1895–1961), chính trị gia và thẩm phán Đức
- Mariusz Rumak (sinh 1977), người quản lý bóng đá Ba Lan
- Krzysztof Myszkowski (sinh 1963), nhạc sĩ người Ba Lan, ca sĩ chính của Stare Dobre Małżeństwo